# 戰地

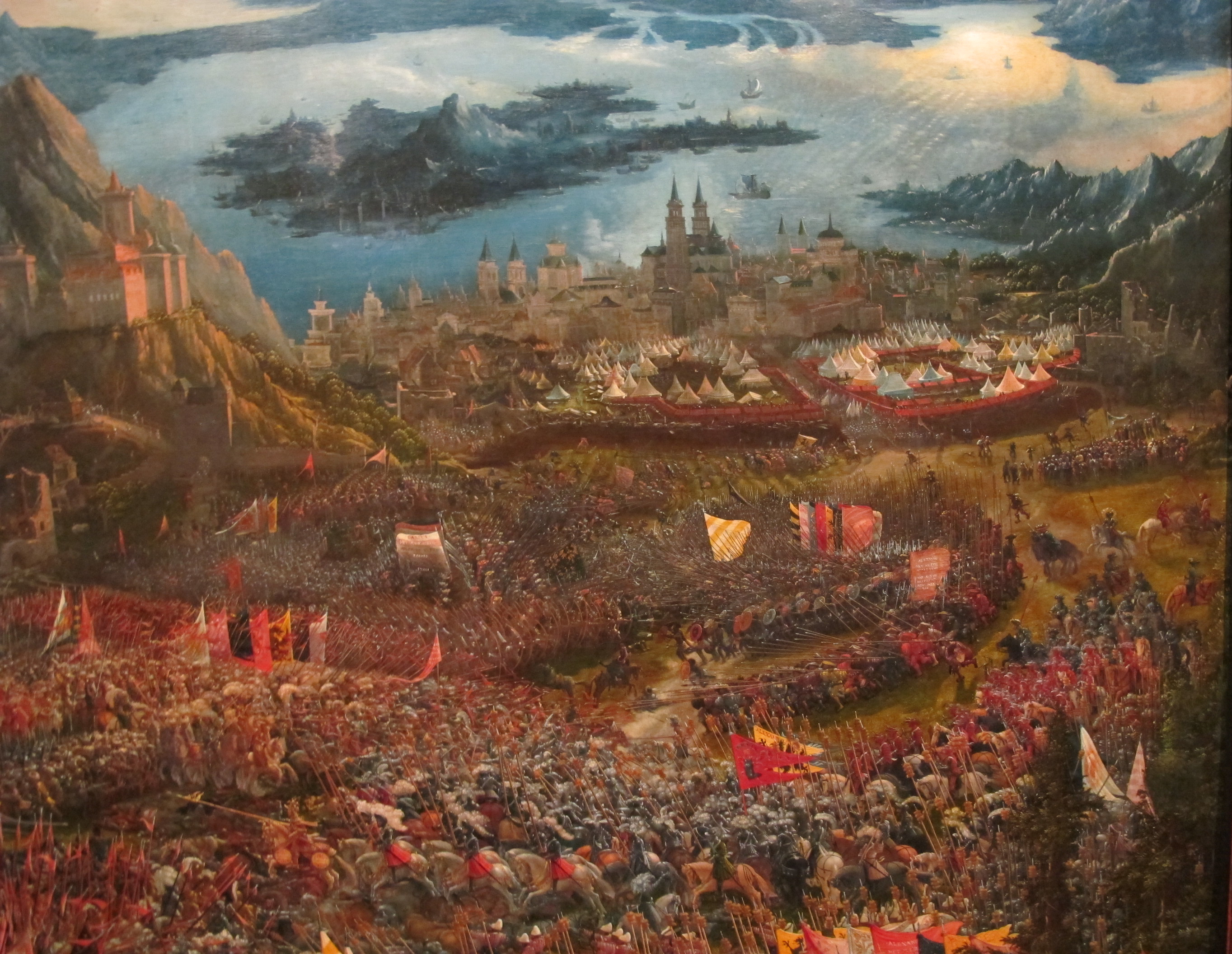
由阿尔布雷希特·阿尔特多费尔所绘制的亚历山大之战，该画描绘了公元前333年的伊苏斯战役。战地在这幅画中被描绘成群山之间的不平坦地面，位于西里西亚的伊苏斯城墙前。 历史学家之间对这场战斗的实际地点存在争议。

战地或沙场（英語：battlefield, battleground, field of battle）是战场中的一种，一般用于特指当前或历史上涉及地面战战役的地点。尽管战斗本身可能涉及覆盖广泛地理区域的部队，但“战地”的范围通常被普遍认为仅限于敌对力量之间的接触点。尽管该词本身可能暗示在野外（一片开阔的平地）进行的战斗，但其可用于指代任意类型的战斗地形。此外，战地也可能具有重大的历史和文化价值——战地被描述为“考验理想和忠诚的地方”。 各种法案和条约将某些交战行为限制在特定的战地上。其他法律制度促进将某些战地作为具有历史意义的遗址进行保护。
随着战争技术的进步，现代军事理论和学说已经将战场的理解从地形定义发展到对影响战斗进行的所有因素的更加多方面的认识，并被概念化为战场空间。